# Drosophila barbarae
Drosophila barbarae är en tvåvingeart som beskrevs av Bock och Wheeler 1972. Drosophila barbarae ingår i släktet Drosophila och familjen daggflugor.
Artens utbredningsområde är Sydostasien.